# Langues bungku-tolaki

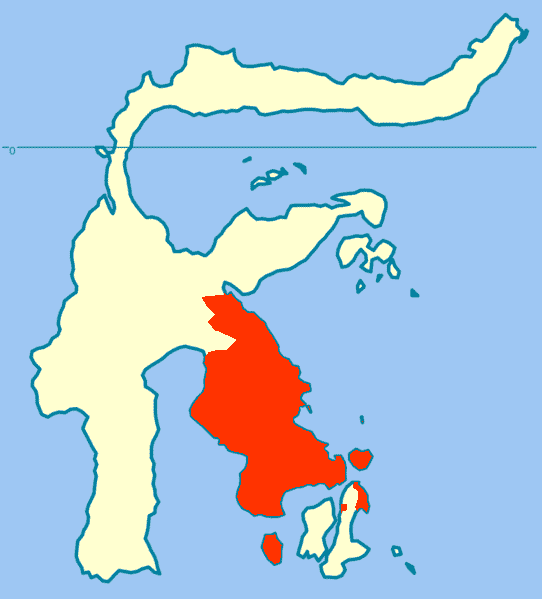
Bungku-tolaki-languages.

Les langues bungku-tolaki sont un des sous-groupes de langues austronésiennes rattachées aux langues malayo-polynésiennes occidentales. 
Ces langues sont parlées en Indonésie, sur l'île de Célèbes.

## Classification
Le Néerlandais Adriani (1914) est le premier à reconnaître une famille « bungku-mori ». Les limites de ce groupe ont évolué mais sa proposition n'a jamais depuis été remise en question.
Le bungku-tolaki est considéré par Adelaar, comme un des sous-groupes du malayo-polynésien occidental.

## Liste des langues
Mead inclut dans les langues bungku-tolaki trois familles, le bungku, le mori et le tolaki. Leur composition interne est la suivante:
- Langues orientales
  - langues bungku ou côte Est
    - kulisusu
      - kulisusu
      - taloki
      - koroni

    - bahonsuai
    - bungku
    - mori bawah
    - wawonii

  - moronene
- Langues occidentales
  - langues mori ou intérieures
    - mori atas
    - padoe
    - tomadino

  - langues tolaki ou côte Ouest
    - kodeoha
    - rahambuu
    - tolaki
    - waru

## Sources
- (en) Adelaar, Alexander, The Austronesian Languages of Asia and Madagascar: A Historical Perspective, The Austronesian Languages of Asia and Madagascar, pp. 1-42, Routledge Language Family Series, Londres, Routledge, 2005,  (ISBN 0-7007-1286-0)
- (en) Mead, David, The Evidence for Final Consonants in Proto-Bungku-Tolaki, Oceanic Linguistics, 35:2, pp. 180-194, 1996.